# Inside Out (filme de 2011)
Inside Out é um filme americano de 2011 dirigido por Artie Mandelberg, e estrelado por Triple H, Michael Rapaport,Parker Posey, Michael Cudlitz, Julie White, Bruce Dern e Jency Griffin. Inside Out foi lançado no dia 9 de setembro de 2011.

## Elenco
| Ator/Atriz       | Papel             |
| ---------------- | ----------------- |
| Triple H         | Arlo Jayne (A.J.) |
| Michael Rapaport | Jack Small        |
| Parker Posey     | Claire Small      |
| Michael Cudlitz  | Detetive Calgrove |
| Julie White      | Martha            |
| Bruce Dern       | Vic Small         |
| Jency Griffin    | Irena             |
| Patricia French  | Elizabeth         |
| J.D. Evermore    | Baxter            |
| James DuMont     | Carlo Genova      |